# Benjamin Frankel
Benjamin Frankel (Londres, 31 de enero de 1906–ib., 12 de febrero de 1973) fue un compositor británico.

## Biografía
Frankel nació en Londres el 31 de enero de 1906. Hijo de padres judíos polacos, comenzó el aprendizaje del violín a una edad muy temprana, demostrando un notable talento para la interpretación; a los catorce años, sus dotes pianísticas atrajeron la atención de Victor Benham, quien persuadió a sus padres para que permitiesen a Benjamin dedicarse en exclusiva al estudio de la música. Estuvo varias semanas en Alemania en 1922, pero regresó rápidamente a Londres, donde obtuvo una beca de la Worshipful Company of Musicians y emprendió sus primeras composiciones serias mientras complementaba sus ingresos como violinista de jazz, pianista y arreglista.
A comienzos de los años 30 Frankel era muy solicitado como arreglista y director musical en los teatros de Londres; abandonó su actividad teatral en 1944 si bien mantuvo su interés por la música para el cine, escribiendo más de cien partituras hasta su muerte. Frankel también se convirtió en un reconocido compositor después de la Segunda Guerra Mundial; el primer trabajo con el que obtuvo fama fue su Concierto para violín dedicado "A la memoria de los seis millones'", una referencia a los judíos asesinados durante el Holocausto, encargado para el Festival de Gran Bretaña de 1951 e interpretado por primera vez por Max Rostal.
Las composiciones más conocidas de Frankel incluyen un ciclo de cinco cuartetos para cuerdas y ocho sinfonías así como conciertos para violín y viola; su pieza más conocida es probablemente su Primera Sonata para Violín Solo, la cual, al igual que sus conciertos para dicho instrumento, fue fruto de su cooperación con Max Rostal. Durante los últimos quince años de su vida, Frankel desarrolló también un estilo dodecafónico propio que mantenía contacto con la tonalidad.Su estilo ha sido repetido por los numerosos músicos que siguieron con él master-class. Citaremos por ejemplo al compositor neozelandés Edwin Carr (1926-2003).
Frankel falleció en Londres el 12 de febrero de 1973 mientras trabajaba en la composición de una ópera de tres actos (Marching Song) y en su novena sinfonía que le había encargado la BBC; su trabajo fue casi completamente olvidado durante los veinte años que siguieron a su fallecimiento, hasta que la compañía discográfica alemana CPO (Classic Produktion Osnabrück) decidió grabar la integral de su obra en colaboración con la Australian Broadcasting Corporation.
Frankel fue nombrado Compositor del Año por la BBC en 1996 y de nuevo a comienzos de 2006.

## Selección de obras

### Sinfonías
- Sinfonía n.º. 1 — Op. 33, en tres movimientos, 1958 (su primer trabajo dodecafónico).
- Sinfonía n.º. 2 — op. 38, en tres movimientos, 1962.
- Sinfonía n.º. 3 — op. 40, en un movimiento, 1964.
- Sinfonía n.º. 4 — op. 44, en tres movimientos, 1966.
- Sinfonía n.º. 5 — op. 46, en tres movimientos, 1967.
- Sinfonía n.º. 6 — op. 49, en cinco movimientos, 1969.
- Sinfonía n.º. 7 — op. 50, en cuatro movimientos, 1970.
- Sinfonía n.º. 8 — op. 53, en cuatro movimientos, 1971.

### Conciertos
- Concierto para violín A la memoria de los seis millones, op. 24, en cuatro movimientos, 1951.
- Serenata Concertante para trío de piano y orquesta, en un movimiento, op. 37, 1960.
- Concierto para viola, op. 45, en tres movimientos, 1967.

### Otros trabajos para pequeña y gran orquesta (selección)
- Tres sketches para cuerdas (originalmente para cuartero), op. 2, 1920s?.
- Solemn Speech and Discussion, op. 11.
- ”Música joven”, cuatro piezas para pequeña orquesta, op. 12.
- Obertura May Day, op. 22, 1948.
- Serenata Mefistófeles y Danza, op. 25, 1952.
- Obertura Shakespeare, op. 29.
- Obertura para una ceremonia, op. 51.

### Obras de cámara selectas
- Tres estudios para piano, op. 1, 1926.
- Trío para cuerdas n.º. 1, op. 3.
- Trío para clarinete, chelo y piano, op. 10, en tres movimientos, 1940.
- Sonata para violín solo n.º. 1, op. 13 (before 1943).
- Cuarteto para cuerdas n.º. 1, op. 14, en cuatro movimientos, ca. 1944–5.
- Cuartero para cuerdas n.º. 2, op. 15, en cinco movimientos, 1944.
- Cuartero para cuerdas n.º. 3, op. 18, en cinco movimientos, ca. 1947.
- Trío para oboe, clarinete y fagot, en tres movimientos, 1948.
- Cuartero para cuerdas n.º. 4, op. 21, en cuatro movimientos, ca. 1949.
- Cuartero para piano y cuerdas, op. 26, en tres movimientos ((c) 1962 pero escrito en la década de 1950).
- Quinteto para clarinete y cuerdas, op. 28, en tres movimientos, 1956.
- Trío para cuerdas n.º. 2, op. 34, en tres movimientos, (c) 1960 (?).
- Cinque Pezzi Notturni para once instrumentos, op. 35, 1959.
- Sonata para violín solo n.º. 2, op. 39, en tres movimientos, 1962.
- Pezzi pianissimi para clarinete, chelo y piano, op. 41, 1964.
- Cuarteto para cuerdas n.º. 5, op. 43, en cinco movimientos, 1965.

### Trabajos vocales
- The Aftermath, op. 17.
- Ocho canciones, op. 32, 1959.

### Partituras para películas
- So Long at the Fair, 1950.
- Night and the City, 1950.
- The Man in the White Suit, 1951.
- La maldición del hombre lobo, 1960.
- Battle of the Bulge, 1965.
- Trottie True.
- Appointment with Venus, 1951.